# Jules Antoine Vauthier
Pour les articles homonymes, voir Vauthier.
Jules Antoine Vauthier, né le 21 août 1774 à Amanty et mort le 30 octobre 1832 à Paris, est un peintre et lithographe français.

## Biographie
Jules Antoine Vauthier serait né à Amanty en 1774, ou à Paris. Il devient élève de Jean-Baptiste Regnault et remporte un second grand prix en peinture en 1801. Il expose des peintures en 1806, 1814, 1819 et 1822. Il réalise plusieurs lithographies et gravures pour des catalogues de musées. Vauthier donne aussi des cours dans plusieurs pensionnats et résidait au 44, rue Vieille-du-Temple, dans le 4e arrondissement de Paris,. 
Le 25 janvier 1812, Jules Antoine Vauthier épouse Jeanne Galle. Le couple a deux enfants, Jeanne Antoinette, née en 1813, et André, né en 1818, qui deviendra également graveur.

## Œuvres
Liste non-exhaustive de ses œuvres :
- L'Hospice Du Saint-Gothard, lithographie de Jules Antoine Vauthier, imprimé par Charles Motte, 32,2 × 23,6 cm, entre XVIIIe et XIXe siècles, Musée des Beaux-Arts de San Francisco[5]  ;
- Tableaux historiques des Campagnes des Français sous la Révolution et l'Empire, Edme Bovinet, assisté de Jules Antoine Vauthier, cinq séries de cent portraits en médaillon de généraux de français de la Révolution et de l'ère napoléonienne, 44,8 × 31,6 cm, 1806, British Museum[6] ;
- L'Amérique, Noël François Bertrand et Jules Antoine Vauthier, gravure, 1820, Librairie du Congrès[7]

Gravures par André-Joseph Mécou d'après Jules Antoine Vauthier
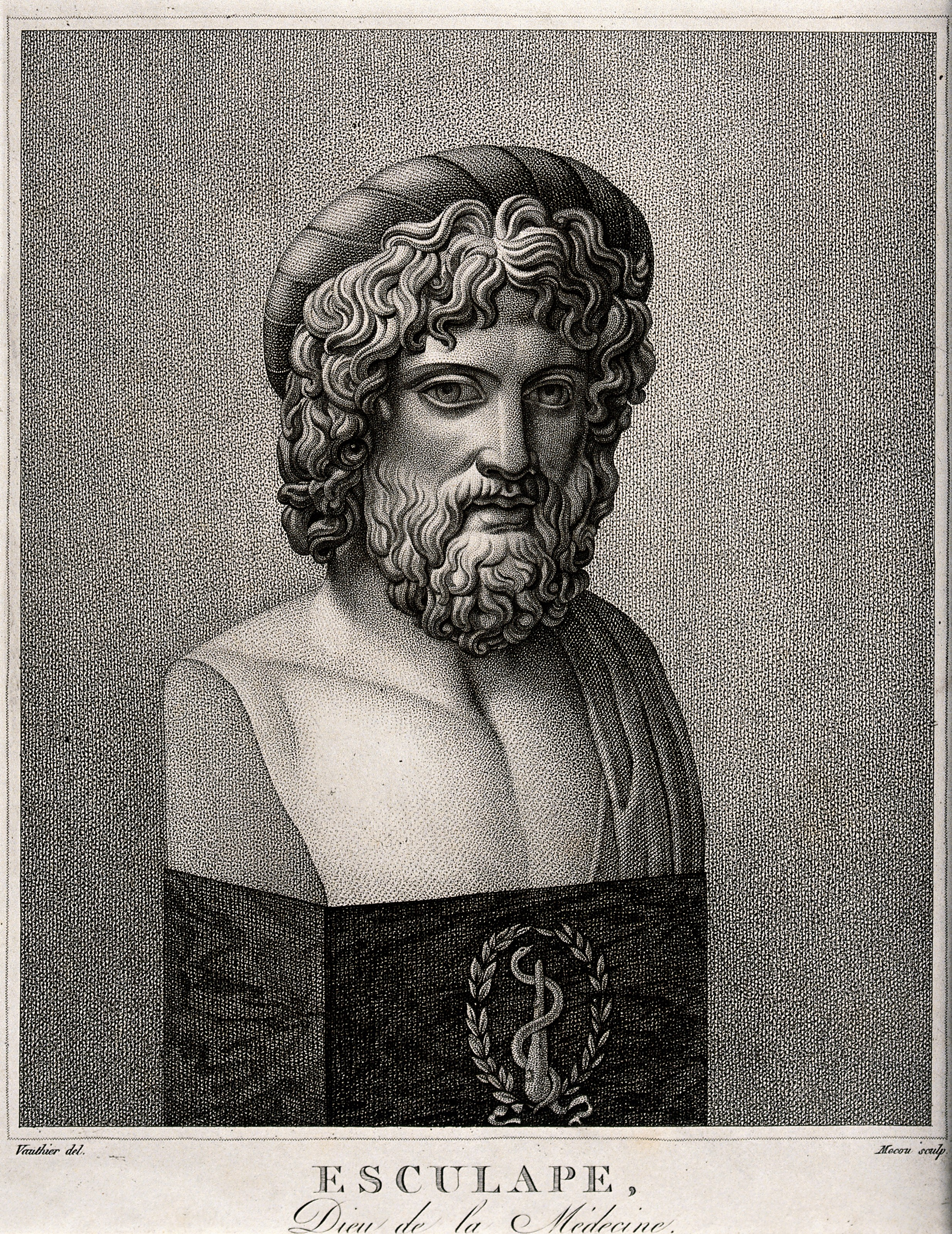
Esculape, dieu de la Médecine
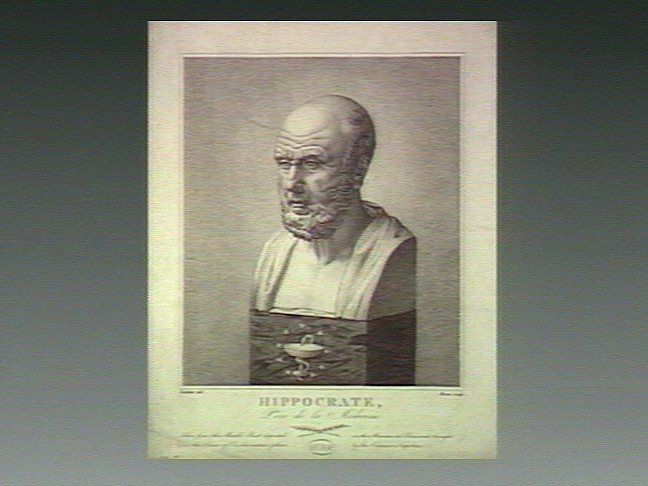
Hippocrate